# Камрин Менхајм
Дебора Френсис "Камрин" Менхајм (8. март 1961) је америчка телевизијска и филмска глумица.
Камрин Менхајм је најпознатија по улогама Еленор Фрут у серији Пракса и поручнице Кејт Диксон у серији Ред и закон.